# Carlo Miranda
Carlo Miranda   (Nàpols, 15 d'agost de 1912 - Nàpols, 28 de maig de 1982) va ser un matemàtic italià.
Miranda va ser deixeble de Mauro Picone a la universitat de Nàpols en la qual es va graduar el 1931. Va treballar al Istituto per le applicazioni del calcolo, que Picone havia fundat a Nàpols, i el va seguir a Roma quan es va traslladar de ciutat. El curs 1934-35 va obtenir una beca per a fer estudis de post grau a París. El 1937 va obtenir, per oposició, la càtedra d'anàlisi matemàtica de la universitat de Gènova de la qual va passar el 1939 al Politècnic de Torí. A partir de 1943 va desenvolupar la seva carrera acadèmica a la universitat de Nàpols, on va fer tàndem amb Renato Caccioppoli fins a la mort d'aquest el 1959. Va morir a Nàpols el 1982.
Miranda és recordat per haver demostrat el 1940 una proposició d'Henri Poincaré que avui porta el nom de teorema de Poincaré-Miranda. Miranda va publicar una setantena d'articles científics sobre anàlisi matemàtica esdevenint un autèntic expert en equacions diferencials el·líptiques. També va publicar una desena de llibres i monografies, entre els quals destaca el seu llibre Equazioni alle derivate parziali di tipo ellittico (1955), que va ser objecte de nombroses reedicions i traduccions.